# Uitmarkt

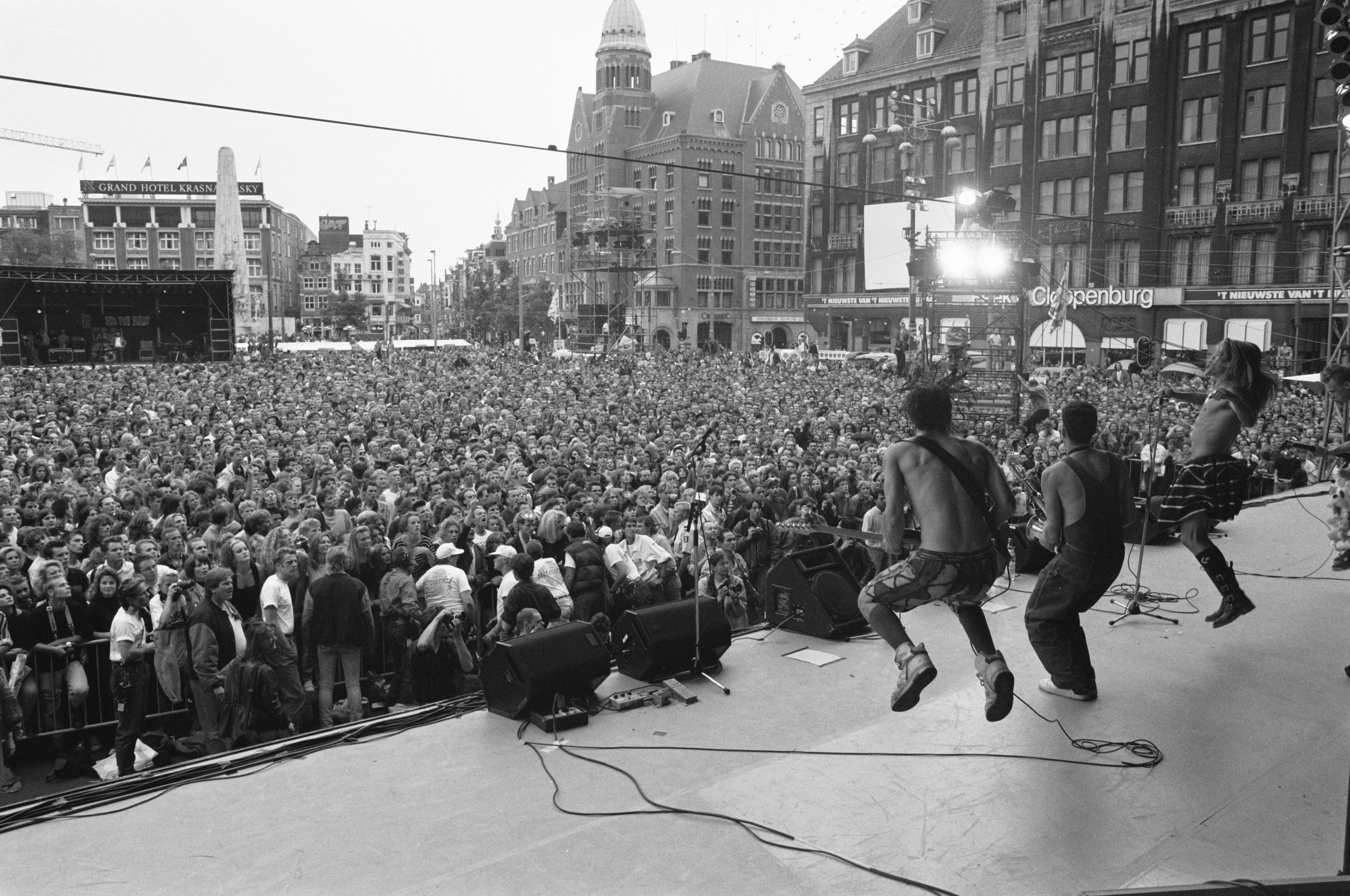
Uitmarkt 1989 op de Dam, met de Red Hot Chili Peppers.

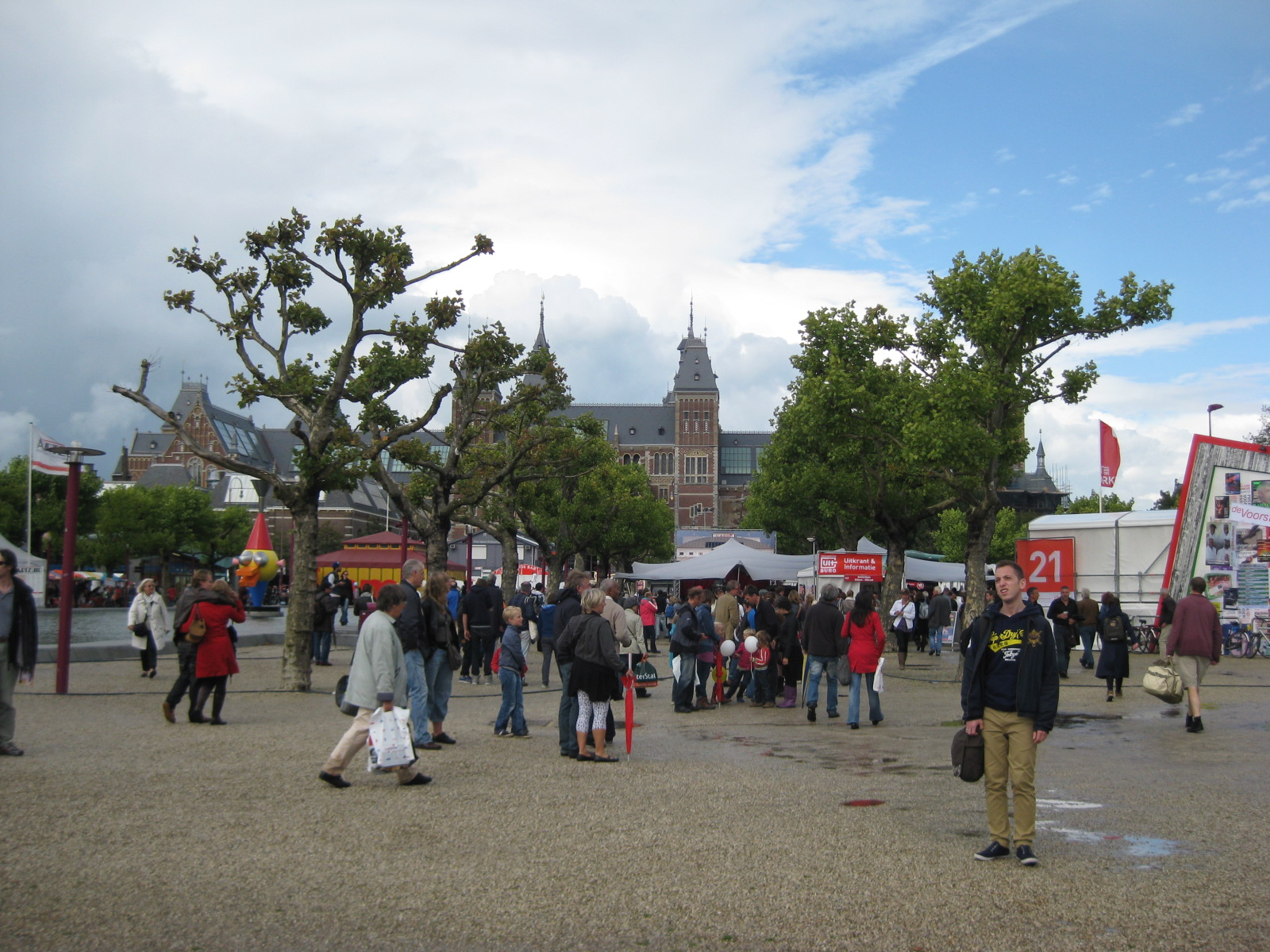
Uitmarkt 2011 op het Museumplein.

De Uitmarkt was van 1978 tot en met 2022 een jaarlijks evenement in Amsterdam in het laatste weekend van augustus. In 2013 werd het evenement niet in het laatste weekend van augustus, maar het weekend daarna gehouden (31 augustus / 1 september). Het kondigde de start van een nieuw cultureel seizoen aan. De Uitmarkt bestond uit een grootschalige publieksmanifestatie in de binnenstad van Amsterdam en/of op het Museumplein.
De laatste editie onder deze naam was in 2022. Vanaf 2023 wordt het nieuwe culturele seizoen in het laatste weekend van augustus geopend met een nieuw, veel kleiner, evenement onder de naam 'De Opening', in dit jaar nog in Amsterdam, vanaf 2024 gaat dit rouleren door het land. Het tv-musicalspektakel Musical Awards: The Kick off blijft hierbij behouden. Dit zal ook tijdens dit nieuwe evenement plaatsvinden. Het vindt dan plaats in de organiserende stad. Het vindt dan niet meer plaats op een podium in de open lucht, maar in een theater. In datzelfde theater vindt ook de openingsshow plaats die eveneens rechtstreeks op tv wordt uitgezonden. In 2024 vond het evenement echter niet plaats, omdat er dat jaar geen geschikte stad kon worden gevonden om het evenement te organiseren. In plaats daarvan werd het nieuwe culturele seizoen dat jaar op de laatste zondag van augustus op het Media Park in Hilversum geopend. Dit gebeurde alleen op tv met het programma Musical Awards: The Kick off, dat dat jaar eenmalig vanuit Studio 21 werd uitgezonden in plaats van de locatie van "De Opening". Hiermee is dit het enige jaar waarin het nieuwe culturele seizoen niet met een evenement werd geopend. Het programma werd dat jaar nogmaals uitgezonden op 8 november om het geheugen van mensen op te frissen en om mensen die het programma in augustus hadden gemist de kans te geven om het alsnog te kijken. In 2025 zal "De Opening" plaatsvinden in Apeldoorn.

## Geschiedenis
De eerste Uitmarkt vond plaats op 26 en 27 augustus 1978 op het Leidseplein. Op drie plaatsen werden voorstellingen gegeven en er was een informatiemarkt bij het American Hotel. In 1984 was de Uitmarkt op de Dam en waren er inmiddels veertien podia en 130 informatiekramen. In 1988 was de Uitmarkt definitief op het Museumplein terecht gekomen, terwijl het in de jaren daarvoor nog plaatsvond langs de Amstel en op de Nes. In latere jaren werd het Museumplein ook afgewisseld met andere locaties in de Binnenstad en omgeving, zoals Dam / Nieuwmarkt / Amstel, Oostelijk Havengebied en Oosterdok.
Het aantal bezoekers bereikte in 2006 het recordaantal van een half miljoen, gespreid over drie dagen. Ook in 2015 en 2016 waren er circa een half miljoen bezoekers. In 2017 vond de Uitmarkt voor het eerst in acht jaar niet meer op het Museumplein plaats, maar in de omgeving van het Oosterdok. Op de veertigste editie van de Uitmarkt in Amsterdam in 2017 zijn 450.000 mensen afgekomen.
Theatergezelschappen, orkesten, ensembles, theaters, cabaretiers, impresariaten, musea, jazz-, wereldmuziek- en popartiesten presenteren zichzelf met nieuwe programma's en tentoonstellingen op de podia en informatiemarkt. Voorts is er een grote boekenmarkt aan het evenement verbonden.
Van 2006 tot en met 2020 werd het evenement standaard afgesloten met de Musical Sing-A-Long, een meezingspektakel, waarin de musicals voor het komende seizoen worden gepresenteerd. Hierbij werd live ondertiteld, zodat ook de tv-kijkers konden meezingen. Dit werd in 2021 en 2022 vervangen door "Musical Awards: The kick off", waarin een voorproefje werd gegeven op de musicals van het komende seizoen en waarin ook al enkele Musical Awards werden uitgereikt. Het spektakel werd rechtstreeks op televisie uitgezonden. Ook de openingsshow die op vrijdag plaatsvond werd live uitgezonden op tv. 
De Uitmarkt 2020 werd een sobere editie vanwege de coronacrisis dat jaar. Er waren optredens van diverse artiesten verspreid door de stad. Ook de Musical Sing-A-Long ging door. Deze werd in aangepaste vorm uitgezonden vanuit het openluchttheater Cabrio in Soest. Het publiek zong hierbij om dezelfde reden niet mee.
Ook in 2021 was er een beperkte editie, zonder de vele binnen- en buitenpodia, de boekenmarkt, de culturele infostands, en de grote aantallen optredens, artiesten en bezoekers, met slechts voorstellingen die alleen toegankelijk waren na reservering voor een zitplaats en het tonen van een vaccinatiebewijs of negatieve testuitslag.
Hoewel corona geen beperkende factor meer was, was er in 2022 opnieuw een beperkte versie, met slechts optredens op podia op het Museumplein, maar nog steeds geen binnen- en buitenpodia, boekenmarkt, culturele infostands, etc. Er was slechts een 'cultuurtuin', een labyrint met informatie met betrekking tot het culturele seizoen waar men de informatie digitaal kon scannen door het gebruik van de mobiele telefoon: "een doolhof aan hekken met QR-codes erop". Daarmee hadden veel organisaties geen fysiek contact meer met het publiek en potentiële bezoekers. Het bezoekersaantal is dan ook sterk teruggelopen. Slechts 75.000 mensen kwamen er naar het Museumplein, terwijl dat er drie jaar geleden nog meer dan 400.000 waren. Een jaar later bleek dit de laatste editie van de Uitmarkt te zijn geweest.
| Jaren     | Locaties                                                                                         |
| --------- | ------------------------------------------------------------------------------------------------ |
| 2021-2022 | Museumplein                                                                                      |
| 2020      | Concertgebouw, Melkweg, Vondelpark Openluchttheater, Oude Kerk en Stopera                        |
| 2019      | Museumplein en Leidseplein                                                                       |
| 2017-2018 | Rond het Oosterdok (Muziekgebouw aan 't IJ, NEMO, het Marineterrein en het Scheepvaartmuseum)    |
| 2010-2016 | Museumplein, Leidseplein en Vondelpark                                                           |
| 2009      | Dam, Nieuwmarkt, Waterlooplein en Hermitage                                                      |
| 2007-2008 | Oostelijk Havengebied, Piet Heinkade, Kop van het Java-eiland, Oosterdokseiland en het Oosterdok |
| 2006      | Dam, Nieuwmarkt, Waterlooplein en Nes                                                            |
| 2001-2005 | Museumplein en omgeving                                                                          |

## Galerij

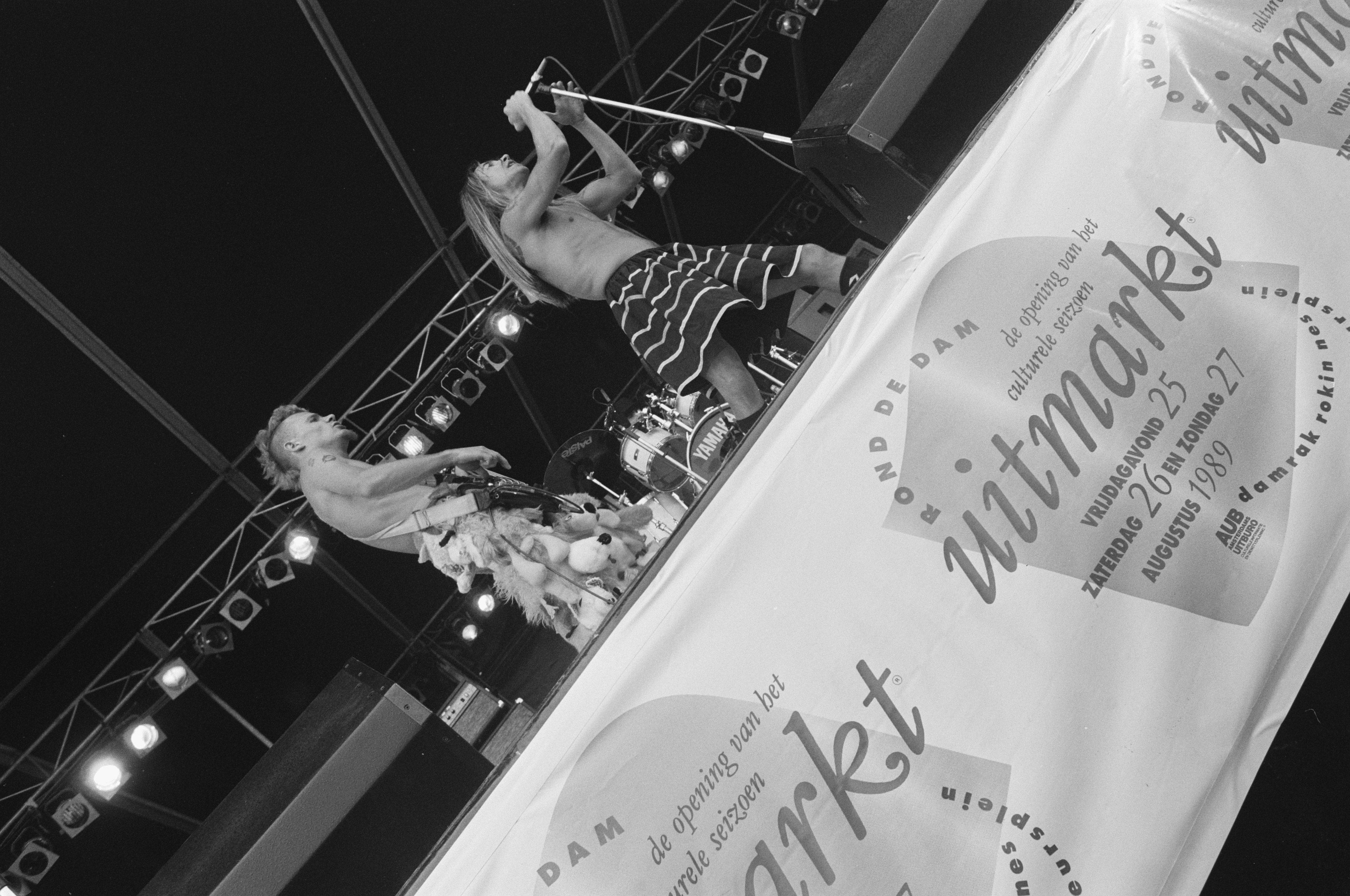
Uitmarkt 1989 (Red Hot Chili Peppers)
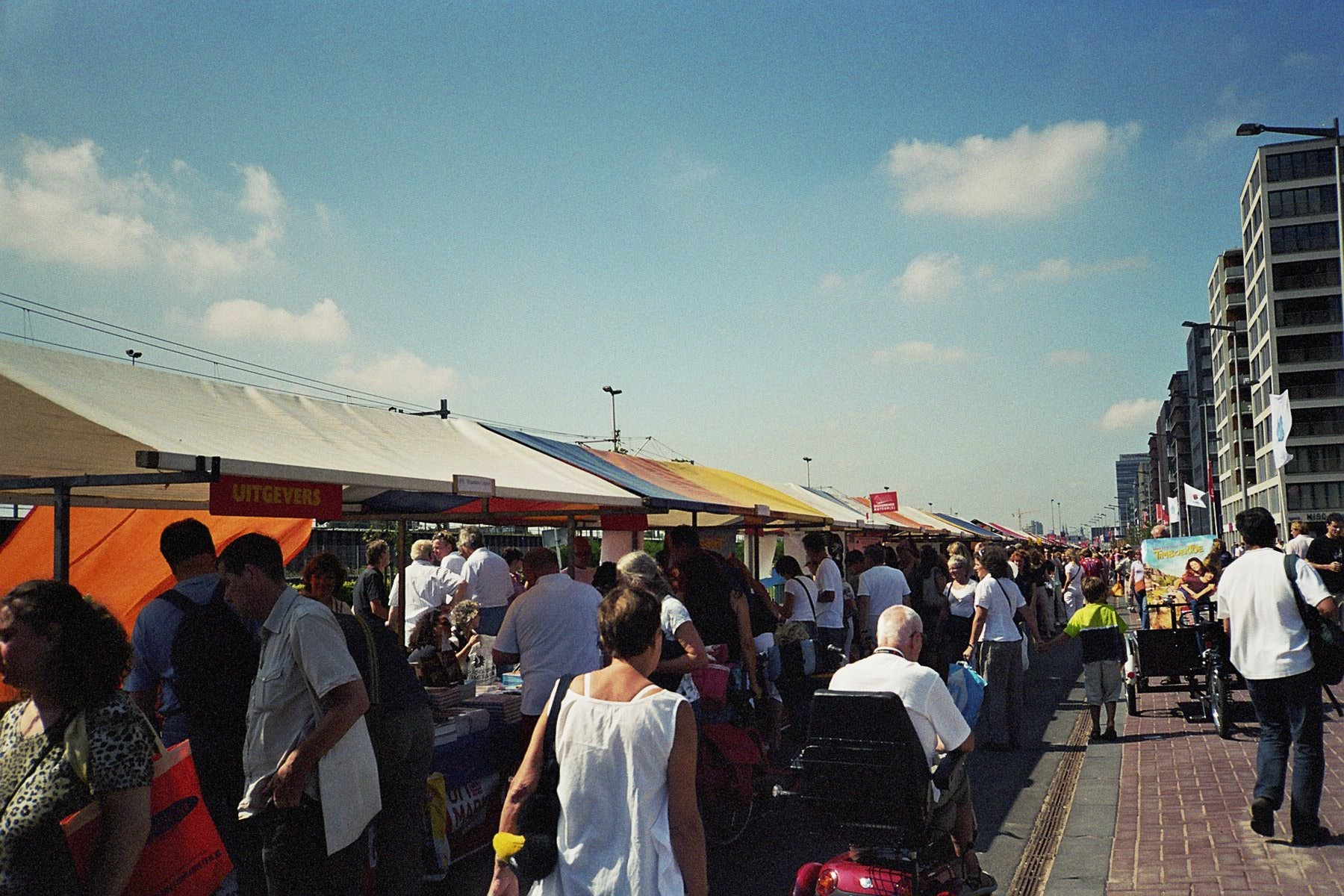
Piet Heinkade in 2007
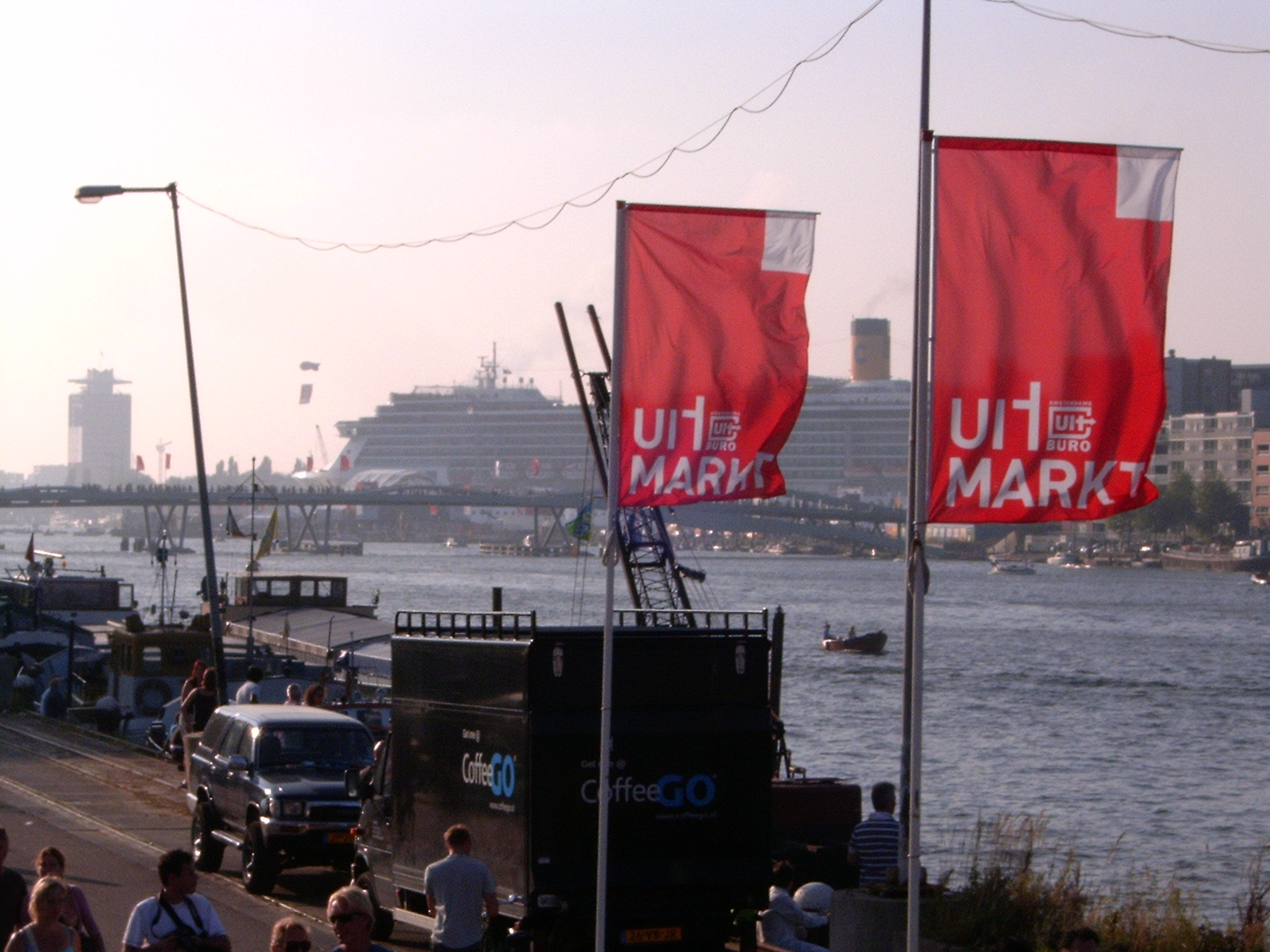
Langs het IJ 2007
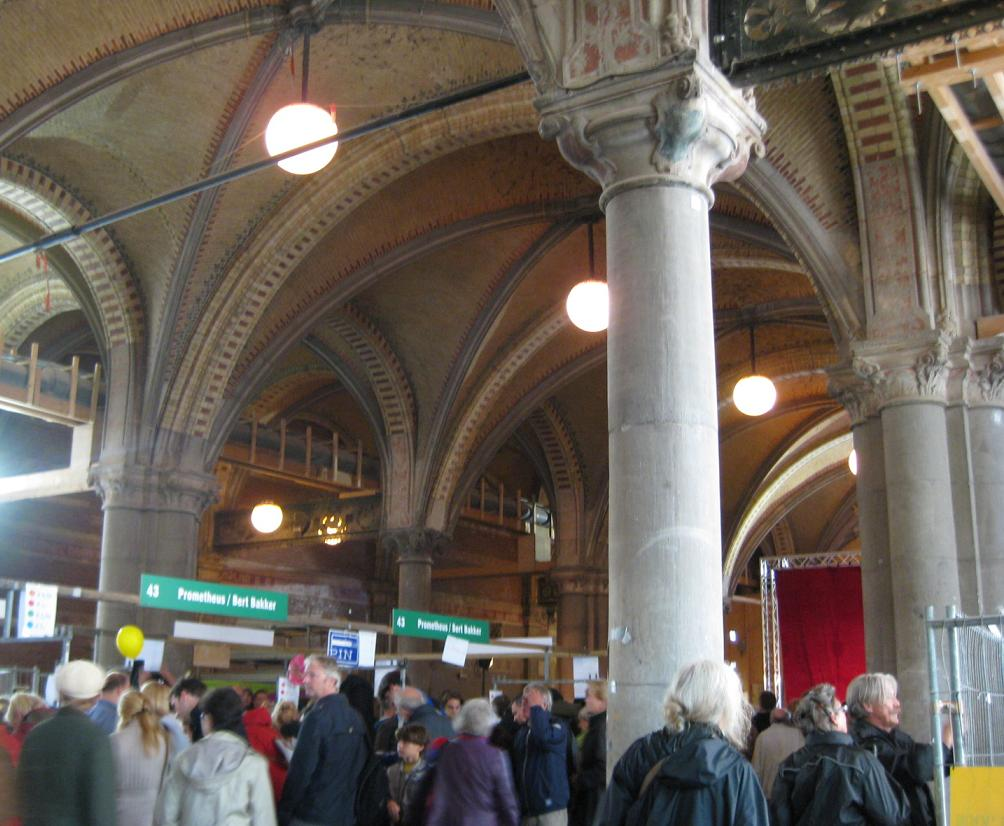
Openstelling van de passage onder het Rijksmuseum tijdens de Uitmarkt 2011